# Усадьба в Коцмыжуве
Усадьба в Коцмыжу́ве (пол. Zespół dworski w Kocmyrzowie) — усадьба, которая находится в населённом пункте Гоща гмины Коцмыжув-Любожице Краковского повята Малопольского воеводства, Польша. Усадьба внесена в реестр охраняемых памятников Малопольского воеводства.
Самая старая Т-образная часть усадьбы датируется серединой XIX века. В последние два десятилетия XIX века к усадьбе был пристроен цокольный этаж с новым входом.
13 марта 1995 года усадьба вместе с окружающим её парком была внесена в реестр охраняемых памятников Малопольского воеводства (№ А-442/M).